# ×Triticosecale
× Triticosecale là một chi thực vật có hoa trong họ Hòa thảo (Poaceae).
× Triticale là một chi thực vật có hoa trong họ Hòa thảo (Poaceae).

## Loài
Chi × Triticosecale gồm các loài:
Chi × Triticale gồm các loài: